# شهداد کهیر (کنارک)
شهداد کهیر یک روستا در ایران است که در بخش مرکزی شهرستان کنارک واقع شده‌است. شهداد کهیر ۵۶۰ نفر جمعیت دارد.